# Diagonal-Symphonie
Diagonal-Symphonie er en tysk stumfilm fra 1923 af Viking Eggeling.